# Сатовча
Сато̀вча е село в Югозападна България. То е административен център на община Сатовча, област Благоевград.

## Население

### Етнически състав
Преброяване на населението през 2011 г.
Численост и дял на етническите групи според преброяването на населението през 2011 г.:
|                     | Численост |
| Общо                | 1994      |
| Българи             | 1334      |
| Турци               | 26        |
| Цигани              | 176       |
| Други               | 10        |
| Не се самоопределят | 69        |
| Неотговорили        | 329       |

## География
Сатовча попада в историко-географската област Чеч. Намира се на 23 km от Доспат, на 27 km от Хаджидимово, на 29 km от Гоце Делчев (град), на 132 km от областния център Благоевград и на 231 km от столицата София.

## История

### Античност и Средновековие
Около селото са открити редица антични некрополи и останки от антично и средновековно селище, обявени за паметници на културата. В местността Жидово е проучен некропол от късното Средновековие. Намерени са материали от римската епоха и ранното Средновековие.
През лятото на 1977 година случайно край селото е намерено съкровище от сребърни западноевропейски и турски монети. Повечето монети са надупчени, което предполага, че са били предназначени за накит. При монетите е открита и огърлица от медни пластини.
Според народното предание Сатовча е съществувало преди падането на България под османско владичество под името Сватовица или Сатовица. В околните местности Кръст, Жидово, Трапи, Мисалково, Скрибина, Радеви ливади и Грамада са съществували малки селища. Местните жители се заселили в днешното село за по-голяма сигурност.
Наименованието на селото вероятно произлиза от старобългарската дума съд (пчелна пита с мед) или от личното име Сато.

### В Османската империя
Споменава се в османските регистри още през втората половина на XV век.
В списък на селищата и броя на немюсюлманските домакинства във вилаета Неврокоп от 13 март 1660 година село Сатовча (Сатовиче) е посочено като село, в което живеят 60 немюсюлмански семейства.
През 1839 година руският монах Партений (Петър Агеев) преминава през село Сатовча, като отбелязва, че името му било Сатовчу, а населението му било мюсюлманско, но говорило български език. През 1844 г. е построена църквата „Света Неделя“, която днес е паметник на културата. През 1873 г. е открито първото килийно училище в селото, а през 1893 г. – новобългарско светско училище.
Александър Синве („Les Grecs de l’Empire Ottoman. Etude Statistique et Ethnographique“), който се основава на гръцки данни, в 1878 година пише, че в Саторшия (Satorchia), Мелнишка епархия, живеят 1000 гърци. В „Етнография на вилаетите Адрианопол, Монастир и Салоника“, издадена в Константинопол в 1878 година и отразяваща статистиката на населението от 1873 година, Сатофча (Satofcha) е посочено като село със 125 домакинства и 200 жители помаци и 180 жители българи. В 1889 година Стефан Веркович („Топографическо-этнографическій очеркъ Македоніи“) отбелязва Сатофче като село с 45 български и 80 турски къщи.
В 1891 година Георги Стрезов пише за селото:
| „ | Сатовче, на СИ от Неврокоп 4 ч. Лежи в самия Доспат. Околност гориста. Жителите са повечето дърводелци. В църквата четат славянски. 130 къщи: 90 д. турци и 500 д. българе. | “ |

На 11 май 1892 година за пръв път в селото е честван празникът на св. св. Кирил и Методий. През 1895 година е основан комитет на ВМОРО.
Съгласно статистиката на Васил Кънчов („Македония. Етнография и статистика“) към 1900 година Сатовча (Сатовица) е предимно българо-мохамеданско селище. В него живеят 832 българи мохамедани и 650 християни в 200 помашки и 120 български къщи. Според данните от преброяванията през годините 1926, 1934, 1946 и 1956, населението на Сатовча е било съответно 1502, 1417, 1613 и 1787 души.

### В България
В 1926 година е основано читалище „Св. св Кирил и Методий“.
През 80-те години в селото е организирана женска певческа група, изпълняваща традиционна местна народна музика, която през 1988 година получава Европейска награда за народно изкуство на Фондация „Алфред Тьопфер“.
Сатовча е административен, стопански, политически и културен център на Сатовчанска община.

## Религии
Населението на Сатовча е смесено, изповядващо християнство и ислям. В селото има една джамия и една православна църква. През последните години циганското население на Сатовча постепенно минава в лоното на Евангелистката протестантска църква. През 2009 година в циганския квартал е построена и евангелистка църква.
За помаците се смята, че са наследници на преселници от обезлюденото богомилско селище Букорово, намиращо се край Долен или от принудително разселената богомилска община Драговищица. На стената на джамията в Сатовча е изписана годината 1341 след хиджра, което отговаря на 1922 година. Сатовча е едно от трите селища в Български Чеч, в което живеят българи християни - другите две са Долен и Хаджидимово. Въпреки че има коренни християни, някои са преселници от Беломорието, пристигнали по време на и след Балканските войни.

## Забележителности
- Църквата Света Неделя, построена през 1844 г., в която могат да се види икона на солунския зограф Димитър Щерев[10][16] и стенописи на Марко и Теофил Минови.[17]
- На около километър южно от селото край река Бистрица се намира местността Скрибина, известна с древно светилище.
- Вписване в Представителния списък на ЮНЕСКО на елементите на нематериалното културно наследство на човечеството – на високото пеене от селата Долен и Сатовча.[18] Този начин на пеене е шестото българско нематериално наследство в Списъка след Бистришките баби (2008), Нестинарството (2009), Традицията на чипровското килимарство (2014), празника Сурова в Пернишко (2015) и съвместната кандидатура на Северна Македония, България, Румъния и Молдова за Първомартенските културни практики (2017). Признанието на високото пеене, наричано от местните изпълнители „рукане“, „икане“, „викане“ е от XVI сесия на Междуправителствения комитет за опазване на нематериалното културно наследство на ЮНЕСКО, проведена през 2021 година в Париж и онлайн. Подготовката и кандидатстването са дело на експертите от Института за етнология и фолклористика с Етнографски музей при Българската академия на науките (ИЕФЕМ – БАН) проф. д.изк. Лозанка Пейчева, доц. д-р Николай Вуков и гл.ас. д-р Лина Гергова.[19]

## Обществени институции
- СУ „Св. св. Кирил и Методий“
- Държавно горско стопанство „Дикчан“
- Полицейски участък

## Редовни събития
Празник на селото – 6 май.

## Личности
Родени в Сатовча
- Атанас Харизанов (1880 – 1920), деец на ВМОРО
- Георги Мутафчиев (1887 – 1924), деец на БЗНС
- Георги Шомов (1880 – 1923), деец на БЗНС
- Иван Попов, краевед и автор на книгата „Сатовчанските камбани“
- Костадин Мирчев (1918 – 1981), български офицер, генерал-майор от МВР
- Крум Ловков (р. 1988), български футболист
- Илия Терзиев, дългогодишен учител по музика, ръководител на самодейни фолклорни състави, общественик, издирил и записал текстове, песни и обичаи от местния и самобитен Сатовчански фолклор.
- Мехмед Бехчет Перим (1896 – 1965), турски журналист и писател
- Петър Тодоров Селяшки, учител, поет, писател и общественик, почетен гражданин на община Сатовча, автор на книгата „Годишни кръгове“ (изд. Български писател, София, 1994. ISBN 954-443-111-X. Второ допълнено и преработено издание. Българска книжница, София, 2017. ISBN 978-954-380-410-8).